# Precious days
『Precious days』（プレシャス デイズ）は、2005年2月9日にSME Recordsから発売されたI WiSHの5thシングル。

## 収録曲
1. Precious days
  - 作詞：ai / 作曲：nao / 編曲：家原正樹、nao
2. 最後のホーム
  - 作詞：ai / 作曲：nao / 編曲：家原正樹、nao
3. Precious days (オリジナルカラオケ)

## 収録作品
Precious days
- アルバム『WISH』
- アルバム『BEST WiSHES』
- アルバム『The Complete Collection of I WiSH』

最後のホーム
- アルバム『BEST WiSHES』
- アルバム『The Complete Collection of I WiSH』